# Brejão
Brejão est une municipalité brésilienne située dans l'État du Pernambouc.